# Wilhelm Sartor
Wilhelm Sartor, latinisiert aus Wilhelm Schneider (* unbekannt; † 1448 im Kloster Ursberg), war Abt des Klosters Ursberg.

## Leben
Wilhelm Sartor stammte aus Thannhausen und war vermutlich der Sohn des Vogts Konrad Sartor, der seinen Namen bereits latinisiert hatte.
Er wurde 1407 zum Abt gewählt.
Nachdem sich im Prämonstratenserkloster Rot an der Rot (siehe Reichsabtei Rot an der Rot) unter Abt Johann II. Geldrich von Ravensburg († 1413) die wirtschaftliche Situation sehr schwierig entwickelte, wurde 1413 der Ursberger Kanoniker Jodocus zum Abt von Rot bestellt; dieser ging allerdings bereits 1414 wieder in das Kloster Ursberg zurück und weigerte sich, aufgrund der Zustände in Rot, dorthin zurückzukehren. Hierauf wurde durch den neuen Abt des Klosters Rot eine Klage gegen das Kloster Ursberg geführt, weil durch die Flucht von Jodocus ein Schaden von 200 Gulden verursacht worden sein soll.
Abt Wilhelm Sartor, der zeigen wollte, dass er ein Freund von Kloster Rot war, gewährte mit den übrigen Klöstern des schwäbischen Bezirks dem Kloster Rot eine Bürgschaft in Höhe von 700 rheinischen Gulden; später zahlte das Kloster Rot an das Kloster Ursberg 100 Pfund Haller, weil das Kloster offensichtlich zur Erstattung der Prozesskosten und zur Zahlung einer Schuld verurteilt worden war.
Um den Klosterbesitz zu erweitern, kaufte Abt Wilhelm Sartor von Jodok Schwenkreist am 15. März 1414 vier Höfe, ein Lehen und fünfzehn Sölden in Langenhaslach für 1.100 rheinische Gulden.
Nachdem Anselm von Nenningen zum Bischof von Augsburg gewählt worden war, wurde dieser durch den späteren Kaiser Sigismund, auf Drängen der Freien Reichsstadt Augsburg, wieder abgesetzt. Anselm, der sich inzwischen im Dom inthronisieren ließ, wurde mit seinen Anhängern aus der Stadt verbannt und floh nach Zusmarshausen. Von dort aus berief er eine Diözesansynode in Lauingen ein, an der Abt Wilhelm Sartor, der zum Kaiser hielt, nicht teilnahm. Hierauf entsandte Anselm einen Zug Reißige unter Führung eines Herrn von Freiberg nach Oberrohr im Ursberger Gebiet, die dort Rinder und Schafe stehlen und nach Zusmarshausen bringen sollten. Die Einwohner von Oberrohr verhinderten den Diebstahl und baten Abt Wilhelm Sartor um Hilfe, der mit mehreren Klosterangehörigen nach Oberrohr ritt und dem Herrn von Freiberg mitteilte, dass er den Diebstahl nicht zulassen werde. Nachdem dieser Gewalt anwenden wollte, wurde der Herr von Freiberg bei der Auseinandersetzung durch einen Bauern von Oberrohr derart verletzt, dass er ein Auge verlor. 
Nachdem der feindliche Haufen abgezogen war, beschloss die Sippe der Freibergs, dass der Bauer getötet und das Kloster sowie das Dorf angezündet werden müsse. Abt Wilhelm Sartor, der hiervon erfuhr, rief die Stadt Ulm um Hilfe an und erhielt kaiserlichen Schutz. 
Von 1414 bis 1418 nahm er am Konzil von Konstanz teil und fiel durch seine geschickte Art des Verhandelns König Sigismund auf, der ihn zu seinem Geheimen Rat ernannte. Auch der neugewählte Papst Martin V. ehrte ihn, indem er ihm und seinen Nachfolgern durch eine Bulle vom 24. April 1418 den Gebrauch der Pontifikalien, der bischöflichen Insignien Brustkreuz, Mitra, Ring und Stab und die feierliche Erteilung des Segens gestattete. 
Am 18. März 1418 kaufte Wilhelm Sartor Krumbad mit allen Rechten und Besitztümern, unter anderem das Bad zu Lexenried (siehe Lexenrieder Kapelle), für 1.060 Gulden von Ritter Diepold von Aichelberg; dieser wollte 1433 den Verkauf wieder rückgängig machen, verzichtete dann jedoch, nach einer Beratung mit Ritter Berchtold vom Stain, Hauptmann der Gesellschaft vom Sankt Jörgenschild, Ritter Hans von Stadingen, Ritter Hans von Rot sowie Hans von Westernach, am 28. Dezember 1433 auf alle seine vermeintlichen Rechte und Ansprüche.
Die Vorsteher der in der Diözese Konstanz gelegenen Klöster der Benediktiner, Zisterzienser, regulierten Augustiner-Chorherren und Prämonstratenser hatten sich zusammengeschlossen zur Abwehr der Angriffe von habgierigen und aufrührerischen Personen, die nach den klösterlichen "Reichtümern" schielten, besonders nach den Klöstern inkorporierten Pfarreien, und die auch die Klosterinsassen gegen ihre Oberen aufhetzten. Abt Wilhelm Sartor schloss sich 1425 dieser Klöster-Vereinigung an, weil seine Pfarreien Gruibingen und Drackenstein in der Diözese Konstanz lagen.
1432 ließ Abt Wilhelm Sartor durch den Augsburger Bischof Peter von Schaumberg eine beglaubigte Abschrift der Privilegien herstellen, welche König Heinrich VII. im Jahre 1226, Kaiser Ludwig der Bayer im Jahre 1343 und der spätere, Kaiser Karl IV. im Jahre 1353 dem Kloster Ursberg verliehen hatten.
Im Frühjahr 1433 reiste Abt Wilhelm Sartor, gemeinsam mit dem König Sigismund, nach Rom zu dessen Kaiserkrönung, die Papst Eugen IV. am 31. Mai 1433 vornahm; dort erhielt Abt Wilhelm nach dem Fest der Heiligen Margaretha vom Kaiser die Bestätigung aller früher erhaltenen Privilegien. Besonders waren in der Urkunde bezeichnet: niemand darf Klosteruntertanen gegen den Willen des Abtes aufnehmen; die Vögte dürfen das Kloster nicht bedrücken (vexare) und nicht mehr als das Ausbedungene fordern und die Untertanen des Klosters dürfen nicht vor andere Gerichte gerufen werden.
Am 11. Oktober 1433 befand sich Abt Wilhelm Sartor mit dem Kaiser auf dem Konzil von Basel, das von 1431 bis 1443 abgehalten wurde. Er erreichte 1434 einen Erlass des Konzils an den Bischof von Augsburg und an die Dekane der Konstanzer und Freisinger Kirchen, dass sie den Abt und den Konvent des Klosters Ursberg gegen alle Auflagen und Erpressungen von Steuern und Abgaben, sowie auch gegen Angriffe, gerichtliche Verwahrungen und Besetzungen verteidigen, und dass sie jene, die solches vornehmen, unter kirchlichen Strafen davon abhalten oder zur Zurückgabe bringen sollten, sogar wenn nötig unter Anrufung der weltlichen Gewalt.
Aufgrund der langen Abwesenheit des Abts vom Kloster Ursberg wurde dort Balthasar von Seebach, gegen den Willen von Abt Wilhelm Sartor, 1436 zum Abt des Klosters Ursberg gewählt. Balthasar von Seebach unterschrieb unter anderem den Stiftungsbrief der Frühmesse in Neuburg als Abt von Ursberg und hängte sein Abtssiegel daran; seine Abtzeit endete jedoch mit der Rückkehr von Wilhelm Sartor 1438, er wurde dann jedoch dessen Nachfolger als dieser 1448 starb.
Wilhelm Sartor ließ 1438 die Kirche (siehe St. Ulrich) in Hürben bei Krumbach erbauen und er erhielt eine von Bischof Peter von Schaumberg und dem Domkapitel in Augsburg am 25. September 1438 ausgestellte Urkunde über die rechtliche Einverleibung der Pfarrei Billenhausen mit dem Kloster Ursberg, dessen Kirche schon 1436 von Heinrich von Ellerbach dem Kloster geschenkt worden war; in dieser Urkunde war unter anderem die Bedingung gestellt, dass der Abt zwar den Pfarrer zu bestellen hatte, dieser aber dem Bischof den Eid leisten musste und in Sachen der Seelsorge dem Bischof zu gehorchen hatte, dazu musste er die Versammlungen des Kapitels besuchen und aus den Pfarrei-Einkünften die Abgaben an den Bischof und die Kathedrale zu entrichten hatte.
1440 erfolgte die Stiftung der Frühmesse an der St. Leonhardskapelle in Billenhausen; diese Stiftung ist vermutlich der Tätigkeit des Abts Wilhelm Sartor zuzuschreiben.
Am 18. Januar 1447 gab Puppelin von Ellerbach der Ältere die untere Mühle in Krumbach als Jahrtagsstiftung in die Hand des Abtes Wilhelm Sartor; im gleichen Jahr übergab Johann Rüling aus Wiesensteig mehrere Äcker dem Abt Wilhelm. In der Urkunde anlässlich der Übergabe wird Wilhelm zum letzten Mal als Abt genannt; in der nächsten bekannten Urkunde wird als Abt des Klosters Ursberg Balthasar von Seebach am Freitag nach Ostern 1448 genannt, sodass davon auszugehen ist, dass Wilhelm Sartor zu dieser Zeit bereits resigniert hatte oder verstorben war.
Während seiner Abtzeit wurde im Kloster Ursberg die Kirche ausgeschmückt, mit dem Bau des Turms begonnen und die Bibliothek mit weiteren Büchern ausgestattet.
Begraben wurde er im Kapitelsaal; dort wurde auch der zu seinen Lebzeiten bestellte und angefertigte Grabstein aufgestellt. Nach der Klosteraufhebung wurde dieser Stein in das Bayerische Nationalmuseum in München gebracht. Alfons Schroeder schreibt darüber im Kalender bayerischer und schwäbischer Kunst 1931 folgendes: Künstlerisch überhebt sich der Grabstein weit über den Durchschnitt der Grabplastik jener Zeit innerhalb der Zone des bayerischen Schwabens, dem Werkstoff nach (Rotmarmor) und in der Anlage: die Figur des Abtes überlebensgroß, im Pontifikalienschmuck (er war der erste Abt Ursbergs, dem sie zuerkannt wurden), eingestellt in eine weinbergartige Blend-Architektur, zu Füßen beiderseits ein wappenhaltender Löwe, auf dem breiten Rande die prächtig ausgemeißelte Umschrift in hochdekorativ wirkenden Minuskeln; kaum ein Bischof hätte sich ein so feierliches Mal errichtet.